# Liste der Kulturdenkmäler in Hamburg-Hummelsbüttel
Die Liste der Kulturdenkmäler in Hamburg-Hummelsbüttel enthält die in der Denkmalliste ausgewiesenen Denkmäler auf dem Gebiet des Stadtteils Hummelsbüttel der Freien und Hansestadt Hamburg.
Basis ist der Datensatz Denkmalliste Hamburg auf dem Transparenzportal Hamburg. Dieser enthält alle Objekte, die rechtskräftig nach dem Hamburger Denkmalschutzgesetz vom 5. April 2013 unter Denkmalschutz stehen (§ 6 Abs. 1 DSchG HA) oder zumindest zeitweise standen. Die Denkmalliste steht auch als PDF-Dokument zur Verfügung. Alle Denkmäler in Hummelsbüttel, die schon nach dem Denkmalschutzgesetz vom 3. Dezember 1973, zuletzt geändert am 27. November 2007, unter Denkmalschutz standen, sind auch auf der Liste der Kulturdenkmäler im Hamburger Bezirk Wandsbek zu finden.

## Legende
- ID: Gibt die vom Denkmalschutzamt Hamburg vergebene Objekt-ID (Identifikationsnummer) des Kulturdenkmals an, (in Klammern gegebenenfalls die Denkmalnummer nach altem Denkmalschutzgesetz).
- Adresse: Nennt den Straßennamen und, wenn vorhanden, die Hausnummer des Kulturdenkmals. Die Grundsortierung der Liste erfolgt nach dieser Adresse.
- Art: Zeigt an, ob es ein Objekt („O“) oder ein Ensemble („E“) ist.
- Datierung: Gibt die Datierung an; das Jahr der Fertigstellung bzw. den Zeitraum der Errichtung.
- Ensemble: Gibt die Nummer des Ensembles an, zu der das Objekt gehört, bzw. bei Ensembles die Nummer des Ensembles selbst.

Hinweis: Die Grundsortierung der Liste erfolgt nach der Adresse und ist alternativ nach ID, Art (Objekt oder Ensemble), Typ, Datierung, Entwurf oder Kurzbeschreibung sortierbar.

| ID           | Adresse | Art | Typ                                                 | Kurzbeschreibung                                                                                | Datierung                         | Entwurf                                                                                 | Ensemble | Bild |
| ------------ | --- | --- | --------------------------------------------------- | ----------------------------------------------------------------------------------------------- | --------------------------------- | --------------------------------------------------------------------------------------- | -------- | --- |
| 31082        | Distelkoppel 2, 2a, 4, 6, 8, Josthöhe 44, 46, 48, 50, 51, 52, 53, 54, 55, 56, 57, 58, 59, 59a, 60, 61, 62, 63, 64, 65, 66, 67, 68, 69, 70, 71, 72, 73, 74, 75, 76, 77, 78, 79, 80, 81, 82, 83, 84, 85, 86, 88, 90, 92, 94, 96, 98, 100, 102, 104, 106, 108, 110, 112, 114, 116, 118, 120, 122, 124, östlich von Nr. 44, östlich von Nr. 46, zwischen Nr. 59a und 67, zwischen Nr. 60 und 80, zwischen Nr. 92 und 98, Josthöhe-Siedlung (Lage) | E   |                                                     | Josthöhe-Siedlung                                                                               |                                   |                                                                                         | 31082    | [[Vorlage:Bilderwunsch/code!/C:53.63724,10.04503!/D:Distelkoppel 2, 2a, 4, 6, 8, Josthöhe 44, 46, 48, 50, 51, 52, 53, 54, 55, 56, 57, 58, 59, 59a, 60, 61, 62, 63, 64, 65, 66, 67, 68, 69, 70, 71, 72, 73, 74, 75, 76, 77, 78, 79, 80, 81, 82, 83, 84, 85, 86, 88, 90, 92, 94, 96, 98, 100, 102, 104, 106, 108, 110, 112, 114, 116, 118, 120, 122, 124, östlich von Nr. 44, östlich von Nr. 46, zwischen Nr. 59a und 67, zwischen Nr. 60 und 80, zwischen Nr. 92 und 98, Josthöhe-Siedlung!/\|BW]] |
| 26059        | Distelkoppel 2 (Lage) | O   | Wohnhaus                                            |                                                                                                 | 1964                              | Landsmann, Helmut                                                                       | 31082    | |
| 26060        | Distelkoppel 2a (Lage) | O   | Wohnhaus                                            |                                                                                                 | 1964                              | Landsmann, Helmut                                                                       | 31082    | |
| 26061        | Distelkoppel 4 (Lage) | O   | Wohnhaus                                            |                                                                                                 | 1964                              | Landsmann, Helmut                                                                       | 31082    | |
| 26062        | Distelkoppel 6 (Lage) | O   | Wohnhaus                                            |                                                                                                 | 1964                              | Landsmann, Helmut                                                                       | 31082    | |
| 26058        | Distelkoppel 8 (Lage) | O   | Wohnhaus                                            |                                                                                                 | 1964                              | Landsmann, Helmut                                                                       | 31082    | |
| 27478        | Gerckensplatz 1, 2 (Lage) | O   | Grenzstein                                          | Grenzstein W093                                                                                 | 1786                              |                                                                                         |          | |
| 26907        | Glashütter Landstraße 182 (Lage) | O   | Wohnwirtschaftsgebäude                              |                                                                                                 | 18. Jh./1926                      |                                                                                         |          | |
| 26911        | Glashütter Landstraße auf der Höhe von Nr. 216 (Lage) | O   | Grenzstein                                          | Grenzstein W081A                                                                                | 19. Jh. (zweite Hälfte), vermutl. |                                                                                         |          | |
| 27477        | Gnadenbergweg 24, 26 (Lage) | O   | Grenzstein                                          | Grenzstein W109                                                                                 | 1783                              |                                                                                         |          | |
| 26914 (785)  | Grützmühlenweg 13 (Lage) | O   | Kate                                                |                                                                                                 | 19. Jh., Mitte                    |                                                                                         |          | |
| 24432        | Hattsmoor o.Nr. (Lage) | O   | Grenzstein                                          |                                                                                                 | 1802                              |                                                                                         |          | |
| 26908        | Hummelsbüttler Dorfstraße bei Nr. 17 (Lage) | O   | Denkmal                                             | Denkmal für Kaiser Wilhelm I.                                                                   | 1900, um                          |                                                                                         |          | |
| 26909        | Hummelsbüttler Dorfstraße bei Nr. 17 (Lage) | O   | Denkmal                                             | Denkmal für die Erhebung Schleswig-Holsteins                                                    | 1900, um                          |                                                                                         |          | |
| 26913        | Hummelsbüttler Hauptstraße 105 (Lage) | O   | Schulgebäude                                        |                                                                                                 | 1896                              |                                                                                         |          | |
| 29685        | Hummelsbüttler Hauptstraße vor Nr. 22 (Lage) | O   | Kriegerdenkmal (Kriegerdenkmal 1914/18 und 1939/45) | Denkmal Hummelsbüttler Hauptstraße, Findlingsgruppe                                             | 1925                              |                                                                                         |          | |
| 26057        | Josthöhe 44 (Lage) | O   | Wohnhaus                                            |                                                                                                 | 1964                              | Landsmann, Helmut/Bunje, Helmut/Bunje, Traute                                           | 31082    | BW |
| 26056        | Josthöhe 46 (Lage) | O   | Wohnhaus                                            |                                                                                                 | 1964                              | Landsmann, Helmut/Bunje, Helmut/Bunje, Traute                                           | 31082    | BW |
| 26055        | Josthöhe 48 (Lage) | O   | Wohnhaus                                            |                                                                                                 | 1964                              | Landsmann, Helmut/Bunje, Helmut/Bunje, Traute                                           | 31082    | BW |
| 26054        | Josthöhe 50 (Lage) | O   | Wohnhaus                                            |                                                                                                 | 1964                              | Landsmann, Helmut/Bunje, Helmut/Bunje, Traute                                           | 31082    | BW |
| 26065        | Josthöhe 51 (Lage) | O   | Wohnhaus                                            |                                                                                                 | 1968                              | Landsmann, Helmut                                                                       | 31082    | BW |
| 26053        | Josthöhe 52 (Lage) | O   | Wohnhaus                                            |                                                                                                 | 1964                              | Landsmann, Helmut/Bunje, Helmut/Bunje, Traute                                           | 31082    | BW |
| 26073 (1602) | Josthöhe 53 (Lage) | O   | Wohnhaus                                            |                                                                                                 | 1968                              | Landsmann, Helmut                                                                       | 31082    | BW |
| 26926        | Josthöhe 54 (Lage) | O   | Wohnhaus                                            |                                                                                                 | 1964                              | Landsmann, Helmut/Bunje, Helmut/Bunje, Traute                                           | 31082    | BW |
| 26071        | Josthöhe 55 (Lage) | O   | Wohnhaus                                            |                                                                                                 | 1968                              | Landsmann, Helmut                                                                       | 31082    | BW |
| 26052        | Josthöhe 56 (Lage) | O   | Wohnhaus                                            |                                                                                                 | 1964                              | Landsmann, Helmut/Bunje, Helmut/Bunje, Traute                                           | 31082    | BW |
| 26940 (1602) | Josthöhe 57 (Lage) | O   | Wohnhaus                                            |                                                                                                 | 1968                              | Landsmann, Helmut                                                                       | 31082    | |
| 26063        | Josthöhe 58 (Lage) | O   | Wohnhaus                                            |                                                                                                 | 1964                              | Landsmann, Helmut/Bunje, Helmut/Bunje, Traute                                           | 31082    | BW |
| 26066        | Josthöhe 59 (Lage) | O   | Wohnhaus                                            |                                                                                                 | 1968                              | Landsmann, Helmut                                                                       | 31082    | BW |
| 26067        | Josthöhe 59a (Lage) | O   | Wohnhaus                                            |                                                                                                 | 1968                              | Landsmann, Helmut                                                                       | 31082    | BW |
| 26051        | Josthöhe 60 (Lage) | O   | Wohnhaus                                            |                                                                                                 | 1964                              | Landsmann, Helmut/Bunje, Helmut/Bunje, Traute                                           | 31082    | BW |
| 26068        | Josthöhe 61 (Lage) | O   | Wohnhaus                                            |                                                                                                 | 1966                              | Landsmann, Helmut                                                                       | 31082    | BW |
| 26050        | Josthöhe 62 (Lage) | O   | Wohnhaus                                            |                                                                                                 | 1964                              | Landsmann, Helmut/Bunje, Helmut/Bunje, Traute                                           | 31082    | BW |
| 26069 (1602) | Josthöhe 63 (Lage) | O   | Wohnhaus                                            |                                                                                                 | 1966                              | Landsmann, Helmut                                                                       | 31082    | BW |
| 26049        | Josthöhe 64 (Lage) | O   | Wohnhaus                                            |                                                                                                 | 1964                              | Landsmann, Helmut/Bunje, Helmut/Bunje, Traute                                           | 31082    | BW |
| 26070        | Josthöhe 65 (Lage) | O   | Wohnhaus                                            |                                                                                                 | 1966                              | Landsmann, Helmut                                                                       | 31082    | BW |
| 26924 (1602) | Josthöhe 66 (Lage) | O   | Wohnhaus                                            |                                                                                                 | 1964                              | Landsmann, Helmut/Bunje, Helmut/Bunje, Traute                                           | 31082    | BW |
| 26933 (1602) | Josthöhe 67 (Lage) | O   | Wohnhaus                                            |                                                                                                 | 1966                              | Landsmann, Helmut                                                                       | 31082    | BW |
| 26920 (1602) | Josthöhe 68 (Lage) | O   | Wohnhaus                                            |                                                                                                 | 1964                              | Landsmann, Helmut/Bunje, Helmut/Bunje, Traute                                           | 31082    | |
| 26072        | Josthöhe 69 (Lage) | O   | Wohnhaus                                            |                                                                                                 | 1966                              | Landsmann, Helmut                                                                       | 31082    | BW |
| 26917        | Josthöhe 70 (Lage) | O   | Wohnhaus                                            |                                                                                                 | 1964                              | Landsmann, Helmut/Bunje, Helmut/Bunje, Traute                                           | 31082    | BW |
| 26064        | Josthöhe 71 (Lage) | O   | Wohnhaus                                            |                                                                                                 | 1966                              | Landsmann, Helmut                                                                       | 31082    | BW |
| 26918        | Josthöhe 72 (Lage) | O   | Wohnhaus                                            |                                                                                                 | 1964                              | Landsmann, Helmut/Bunje, Helmut/Bunje, Traute                                           | 31082    | BW |
| 26074        | Josthöhe 73 (Lage) | O   | Wohnhaus                                            |                                                                                                 | 1966                              | Landsmann, Helmut                                                                       | 31082    | BW |
| 26919        | Josthöhe 74 (Lage) | O   | Wohnhaus                                            |                                                                                                 | 1964                              | Landsmann, Helmut/Bunje, Helmut/Bunje, Traute                                           | 31082    | BW |
| 26075 (1602) | Josthöhe 75 (Lage) | O   | Wohnhaus                                            |                                                                                                 | 1966                              | Landsmann, Helmut                                                                       | 31082    | BW |
| 26916        | Josthöhe 76 (Lage) | O   | Wohnhaus                                            |                                                                                                 | 1964                              | Landsmann, Helmut/Bunje, Helmut/Bunje, Traute                                           | 31082    | BW |
| 26928        | Josthöhe 77 (Lage) | O   | Wohnhaus                                            |                                                                                                 | 1966                              | Landsmann, Helmut                                                                       | 31082    | BW |
| 26921        | Josthöhe 78 (Lage) | O   | Wohnhaus                                            |                                                                                                 | 1964                              | Landsmann, Helmut/Bunje, Helmut/Bunje, Traute                                           | 31082    | BW |
| 26929        | Josthöhe 79 (Lage) | O   | Wohnhaus                                            |                                                                                                 | 1966                              | Landsmann, Helmut                                                                       | 31082    | BW |
| 26922        | Josthöhe 80 (Lage) | O   | Wohnhaus                                            |                                                                                                 | 1964                              | Landsmann, Helmut/Görig & Troitzsch                                                     | 31082    | BW |
| 26930        | Josthöhe 81 (Lage) | O   | Wohnhaus                                            |                                                                                                 | 1966                              | Landsmann, Helmut                                                                       | 31082    | BW |
| 26923        | Josthöhe 82 (Lage) | O   | Wohnhaus                                            |                                                                                                 | 1964                              | Landsmann, Helmut/Görig & Troitzsch                                                     | 31082    | BW |
| 26931        | Josthöhe 83 (Lage) | O   | Wohnhaus                                            |                                                                                                 | 1966                              | Landsmann, Helmut                                                                       | 31082    | BW |
| 26048        | Josthöhe 84 (Lage) | O   | Wohnhaus                                            |                                                                                                 | 1964                              | Landsmann, Helmut/Görig & Troitzsch                                                     | 31082    | BW |
| 26932 (1602) | Josthöhe 85 (Lage) | O   | Wohnhaus                                            |                                                                                                 | 1966                              | Landsmann, Helmut                                                                       | 31082    | BW |
| 26925        | Josthöhe 86 (Lage) | O   | Wohnhaus                                            |                                                                                                 | 1964                              | Landsmann, Helmut/Görig & Troitzsch                                                     | 31082    | BW |
| 26915        | Josthöhe 88 (Lage) | O   | Wohnhaus                                            |                                                                                                 | 1964                              | Landsmann, Helmut/Görig & Troitzsch                                                     | 31082    | BW |
| 26927        | Josthöhe 90 (Lage) | O   | Wohnhaus                                            |                                                                                                 | 1964                              | Landsmann, Helmut/Görig & Troitzsch                                                     | 31082    | BW |
| 26047        | Josthöhe 92 (Lage) | O   | Wohnhaus                                            |                                                                                                 | 1964                              | Landsmann, Helmut/Görig & Troitzsch                                                     | 31082    | BW |
| 26942        | Josthöhe 94 (Lage) | O   | Wohnhaus                                            |                                                                                                 | 1964                              | Landsmann, Helmut/Görig & Troitzsch                                                     | 31082    | BW |
| 26935        | Josthöhe 96 (Lage) | O   | Wohnhaus                                            |                                                                                                 | 1964                              | Landsmann, Helmut                                                                       | 31082    | BW |
| 26936        | Josthöhe 98 (Lage) | O   | Wohnhaus                                            |                                                                                                 | 1964                              | Landsmann, Helmut                                                                       | 31082    | BW |
| 26937        | Josthöhe 100 (Lage) | O   | Wohnhaus                                            |                                                                                                 | 1964                              | Landsmann, Helmut                                                                       | 31082    | BW |
| 26938        | Josthöhe 102 (Lage) | O   | Wohnhaus                                            |                                                                                                 | 1964                              | Landsmann, Helmut                                                                       | 31082    | BW |
| 26939        | Josthöhe 104 (Lage) | O   | Wohnhaus                                            |                                                                                                 | 1964                              | Landsmann, Helmut                                                                       | 31082    | BW |
| 27003        | Josthöhe 106 (Lage) | O   | Wohnhaus                                            |                                                                                                 | 1964                              | Landsmann, Helmut                                                                       | 31082    | BW |
| 26941        | Josthöhe 108 (Lage) | O   | Wohnhaus                                            |                                                                                                 | 1964                              | Landsmann, Helmut                                                                       | 31082    | BW |
| 26934        | Josthöhe 110 (Lage) | O   | Wohnhaus                                            |                                                                                                 | 1964                              | Landsmann, Helmut                                                                       | 31082    | BW |
| 26996        | Josthöhe 112 (Lage) | O   | Wohnhaus                                            |                                                                                                 | 1964                              | Landsmann, Helmut                                                                       | 31082    | BW |
| 26997        | Josthöhe 114 (Lage) | O   | Wohnhaus                                            |                                                                                                 | 1964                              | Landsmann, Helmut                                                                       | 31082    | BW |
| 26998        | Josthöhe 116 (Lage) | O   | Wohnhaus                                            |                                                                                                 | 1964                              | Landsmann, Helmut                                                                       | 31082    | BW |
| 26999        | Josthöhe 118 (Lage) | O   | Wohnhaus                                            |                                                                                                 | 1964                              | Landsmann, Helmut                                                                       | 31082    | BW |
| 27000        | Josthöhe 120 (Lage) | O   | Wohnhaus                                            |                                                                                                 | 1964                              | Landsmann, Helmut                                                                       | 31082    | BW |
| 27001        | Josthöhe 122 (Lage) | O   | Wohnhaus                                            |                                                                                                 | 1964                              | Landsmann, Helmut                                                                       | 31082    | BW |
| 27002        | Josthöhe 124 (Lage) | O   | Wohnhaus                                            |                                                                                                 | 1964                              | Landsmann, Helmut                                                                       | 31082    | BW |
| 26548        | Josthöhe östlich von Nr. 44 (Lage) | O   | Garagen                                             |                                                                                                 | 1964                              | Landsmann, Helmut                                                                       | 31082    | BW |
| 26547        | Josthöhe östlich von Nr. 46 (Lage) | O   | Garagen                                             |                                                                                                 | 1964                              | Landsmann, Helmut                                                                       | 31082    | BW |
| 27488        | Josthöhe zwischen Nr. 59a und 67 (Lage) | O   | Garagen                                             |                                                                                                 | 1964                              | Landsmann, Helmut                                                                       | 31082    | BW |
| 26546        | Josthöhe zwischen Nr. 60 und 80 (Lage) | O   | Garagen                                             |                                                                                                 | 1964                              | Landsmann, Helmut                                                                       | 31082    | BW |
| 27487        | Josthöhe zwischen Nr. 92 und 98 (Lage) | O   | Garagen                                             |                                                                                                 | 1964                              | Landsmann, Helmut                                                                       | 31082    | BW |
| 27004        | Josthöhe-Siedlung | O   | Siedlung                                            | Josthöhe-Siedlung                                                                               | 1964–1966                         | Landsmann, Helmut/Bunje, Helmut/Bunje, Traute (teilweise)/Görig & Troitzsch (teilweise) | 31082    | |
| 22385        | Lentersweg auf der Höhe von Nr. 2 (Lage) | O   | Grenzstein                                          |                                                                                                 | 1826                              |                                                                                         |          | |
| 29684        | Poppenbütteler Weg 53a, 53b (Lage) | O   | Hofanlage                                           | Poppenbütteler Weg 53a, 53b, Hofanlage mit Haupthaus, Stallanbau, Nebengebäuden und Pflasterung | 1893                              |                                                                                         |          | |
| 31081        | Poppenbüttler Stieg 25, 29 (Lage) | E   |                                                     | Christophoruskirche Poppenbüttler Stieg                                                         |                                   |                                                                                         | 31081    | |
| 26912        | Poppenbüttler Stieg 25 (Lage) | O   | Kirchengebäude                                      | Christophoruskirche                                                                             | 1952/1953                         | Hopp & Jäger (Hopp, Bernhard / Jäger, Rudolf)                                           | 31081    | weitere Bilder |
| 26910        | Poppenbüttler Stieg 29 (Lage) | O   | Gemeindehaus                                        |                                                                                                 | 20. Jh. (erste Hälfte), vermutl.  |                                                                                         | 31081    | weitere Bilder |